# Ngọc Lương
Ngọc Lương là một xã thuộc huyện Yên Thủy, tỉnh Hòa Bình, Việt Nam.
Xã Ngọc Lương có diện tích 25,63 km², dân số năm 1999 là 8219 người, mật độ dân số đạt 333 người/km².

## Vị trí địa lý
Ngọc Lương nằm ở phía cực Nam của huyện Yên Thủy cũng như tỉnh Hòa Bình và cả vùng Tây Bắc Bộ của Việt Nam, cách thành phố Hòa Bình khoảng 97 km, cách thành phố Ninh Bình khoảng 44 km, cách thị trấn Hàng Trạm 12 km, cách thị trấn Nho Quan 6 km theo 2 hướng của quốc lộ 12B.
- Phía đông giáp 2 xã Thạch Bình và Phú Sơn của huyện Nho Quan, Ninh Bình
- Phía tây giáp Cúc Phương của huyện Nho Quan, Ninh Bình
- Phía nam giáp 2 xã Đồng Phong và Yên Quang của huyện Nho Quan, Ninh Bình
- Phía bắc giáp 2 xã Yên Trị và Đoàn Kết trong cùng huyện Yên Thủy.

Đây là một xã miền núi, thuộc khu vực vườn quốc gia Cúc Phương. Xã Ngọc Lương nằm trên km 34 thuộc quốc lộ 12B. Xã này nằm lọt vào trong tỉnh Ninh Bình.